# Guilford Wiley Wells

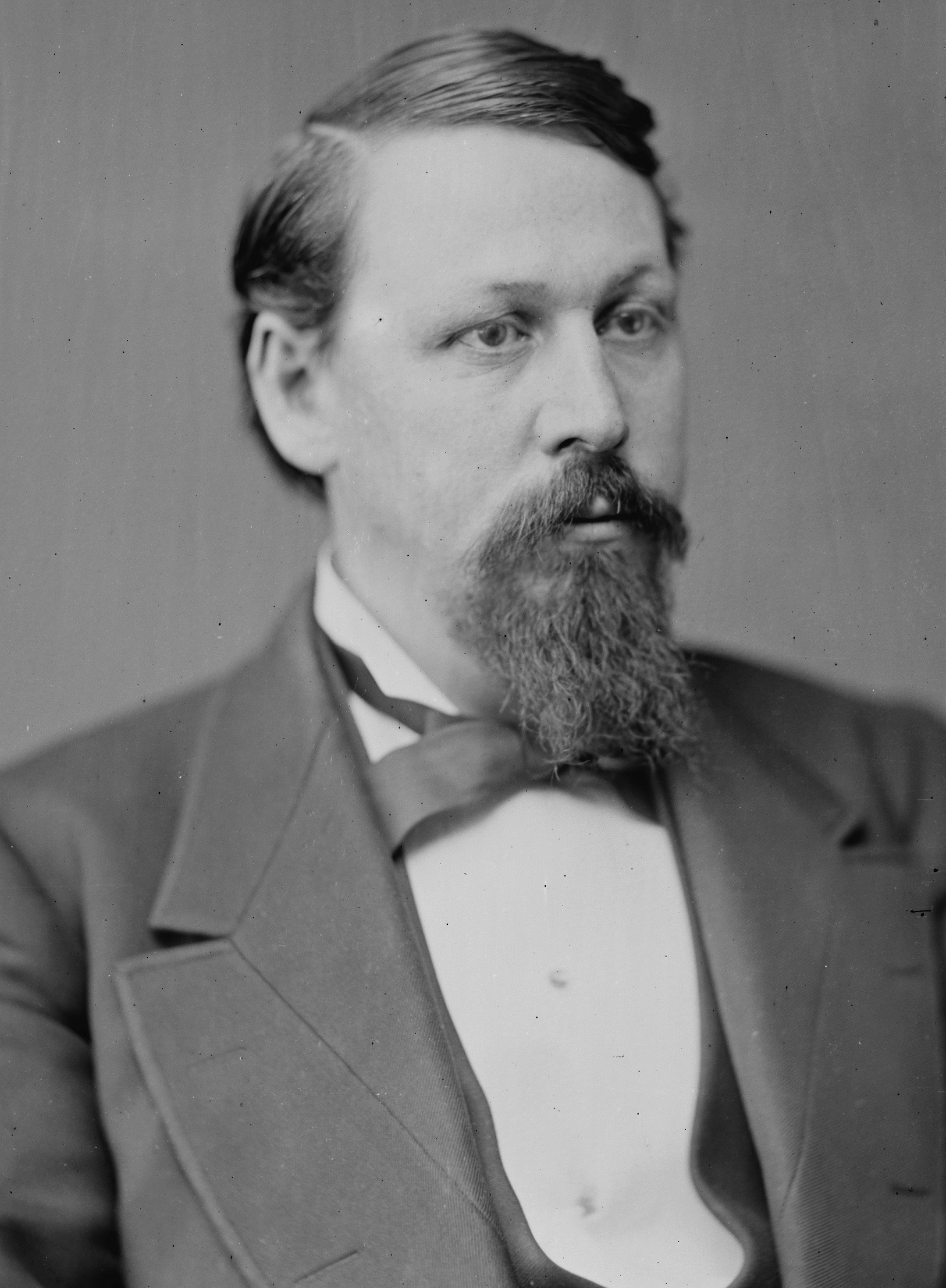
Guilford Wiley Wells

Guilford Wiley Wells (* 14. Februar 1840 in Conesus, Livingston County, New York; † 21. März 1909 in Santa Monica, Kalifornien) war ein US-amerikanischer Jurist und Politiker. Zwischen 1875 und 1877 vertrat er den zweiten Wahlbezirk des Bundesstaates Mississippi im US-Repräsentantenhaus.

## Werdegang
Guilford Wells besuchte das Genesee Wesleyan Seminary and College in Lima im Staat New York. Während des Bürgerkrieges stieg er im Unionsheer vom einfachen Soldaten bis zum Lieutenant Colonel auf. Nach dem Krieg studierte Wells am Columbian College, der späteren George Washington University, Jura. Nach seiner 1867 erfolgten Zulassung als Rechtsanwalt begann er in Holly Springs in diesem Beruf zu arbeiten.
Zwischen 1870 und 1875 war er Bundesstaatsanwalt für den nördlichen Distrikt des Staates Mississippi. Politisch wurde Wells Mitglied der Republikanischen Partei. Bei den Kongresswahlen des Jahres 1875 wurde er im zweiten Wahlbezirk von Mississippi als unabhängiger Republikaner in das US-Repräsentantenhaus in Washington, D.C. gewählt. Dort löste er am 4. März 1875 Albert R. Howe ab. Da er im Jahr 1876 auf eine erneute Kandidatur verzichtete, konnte er bis zum 3. März 1877 nur eine Legislaturperiode im Kongress absolvieren.
Nach seiner Zeit im Kongress war Guilford Wells zwischen 1877 und 1879 amerikanischer Konsul in Shanghai. Nach seiner Rückkehr in die Vereinigten Staaten ließ er sich in Los Angeles nieder, wo er als Rechtsanwalt praktizierte. Wells starb im Jahr 1909 in Santa Monica und wurde in Los Angeles beigesetzt.